# Sam Dejonghe
Sam Dejonghe (n. Essen, Comunidad flamenca de Bélgica, 2 de septiembre de 1991) es un piloto de automovilismo belga.
Actualmente compite en el campeonato de la European F3 Open con la escudería automovilística Team West-Tec

## Carrera
Inició su carrera automovilística como piloto de karting indoor y cinco años más tarde comenzó a competir en karting al aire libre.
En el año 2010, dio sus primeros pasos en la competición de monoplazas participando en el campeonato de la Copa de Europa del Norte de Fórmula Renault 2.0, en la que acabó en quinto lugar.
Posteriormente tras haber recibido numerosas ofertas de diferentes equipos de la European F3 Open, decidió entrar en la escudería inglesa Team West-Tec con la que ha competido en la Temporada 2011 de European F3 Open, la Temporada 2012 con el dorsal número 1 y en quinto lugar con 159 puntos en el campeonato.